# Rafał Panas
Rafał Panas (ur. 1975 r.) – dziennikarz, pisarz i podróżnik.
Pracował w Dzienniku Wschodnim i Gazecie Wyborczej Lublin. Zajmował się polityką, aferami, samorządem. W latach 2013–2014 był red. naczelnym tygodnika „Słowo Podlasia”.
Wyróżniony Nagrodą Młodych Lubelskiego Oddziału Stowarzyszenia Dziennikarzy RP (2003). Za jego tekst „Dobił targu zza krat” (o podejrzanych interesach lobbysty Marka Dochnala (Afera Orlenu), redakcja Dziennika Wschodniego dostała pierwszą nagrodę w kategorii informacja roku 2005 w konkursie prasowym dzienników regionalnych koncernu Orkla. Uczestniczył w tworzeniu okładki „Dziennika Wschodniego”, która dostała nagrodę GrandFront 2009.
W lipcu 2001 roku odkrył, że rodzina matki Jana Pawła II pochodzi z Lubelszczyzny. W marcu 2009 r. opisał razem z Tomaszem Nieśpiałem (Rzeczpospolita) kulisy finansowania kampanii wyborczej lubelskiej Platformy Obywatelskiej i Janusza Palikota. Seria artykułów wywołała zamieszanie na politycznej scenie i wznowienie prokuratorskiego śledztwa dotyczącego finansowania kampanii.
Rafał Panas we wrześniu 2006 roku wędrował przez dziewiczą dżunglę w centrum Borneo, gdzie wcześniej nie dotarli Polacy. W poprzednich latach podróżował autostopem po Europie, szedł przez rumuńskie Karpaty, odwiedził m.in. Maroko, turecki Kurdystan, Wietnam.
W marcu 2009 roku zdobył trzecią nagrodę w konkursie literackim magazynu Science Fiction, Fantasy i Horror oraz serwisu Horror Online za opowiadanie Spalenizna. Za opowiadanie Krew Casanovy zdobył w 2013 roku wyróżnienie w konkursie Nowej Fantastyki. Opowiadanie ukazało się w kwartalniku Fantastyka – wydanie specjalne 3/2013.
Jest autorem książki „Rana. Dajcie mi nieśmiertelność”
Jest synem Teresy i Władysława Panasów, bratem Pawła Panasa i Marty Panas-Goworskiej.